# Soy Tour
Soy Tour fue la segunda gira de conciertos en vivo de la cantante argentina Lali, que incluyó conciertos en distintas partes de la Argentina, Latinoamérica, Europa e Israel para promover su segundo álbum de estudio Soy, lanzado en 2016. La gira inició el 8 de septiembre de 2016 en el Teatro Opera Allianz de Buenos Aires, Argentina y finalizó el 17 de junio del año siguiente en Santiago de Chile.  

## Antecedentes
Espósito confirmó que realizaría la gira en promoción de su segundo álbum mediante live chats y entrevistas de televisión. El 27 de mayo de 2016, Espósito dio a conocer las primeras fechas de la gira, comenzando el 8 de septiembre de 2016. Soy Tour, que es la continuación del anterior A bailar Tour de Espósito, incluyó fechas en América Latina, Europa e Israel. 

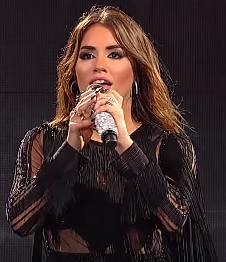
Espósito durante los Festival de Viña del Mar en 2017

Antes y durante la gira, la cantante se embarcó en una gira promocional por varias ciudades de América Latina, Italia, Puerto Rico, España, Estados Unidos. Espósito actuó en vivo varias veces a lo largo de 2016, incluidas presentaciones en el festival de música Radio Disney Vivo 2016 en Buenos Aires, el Coca-Cola FM en Ciudad de México junto a la banda mexicana CD9, el Coca-Cola Music Experience On The Beach en El Campello, España, frente a 30.000 personas, y como acto de apertura de la gira The 7/27 Tour de Fifth Harmony en Santiago de Chile.
La primera etapa de la gira visitó veintiuna ciudades de América del Sur a partir del 8 de septiembre de 2016 en Buenos Aires, Argentina y concluyendo el 6 de diciembre de 2016 en Montevideo, Uruguay. En noviembre de 2016, Espósito actuó como telonera de la gira One World Tour de Ricky Martin en la Arena Monterrey de Monterrey, el Auditorio Telmex de Guadalajara y el Auditorio Nacional de la Ciudad de México. Días después, la cantante viajó a Italia, donde regaló dos showcases en el RDS Auditorium de Roma y el 55 Milano de Milán.
La segunda etapa de la gira consistió en una serie de presentaciones en festivales, incluida la del 25 de febrero de 2017 en el Festival Internacional de la Canción de Viña del Mar en Viña del Mar. Esta etapa de la gira visitó ocho ciudades, comenzando el 10 de enero de 2017 en Punta del Este, Uruguay, y concluyendo el 10 de marzo de 2017 en Dolores, Argentina.
El tramo europeo de la gira se anunció el 20 de diciembre de 2016, que comenzó el 4 de abril de 2017 en Madrid, España y concluyó el 13 de abril de 2017 en Tel Aviv, Israel. Esta etapa de la gira fue promovida por Live Nation, Sold Out y Yair Dori. El 30 de marzo de 2017, Espósito confirmó la continuidad de la etapa sudamericana de la gira, que comenzó el 29 de abril de 2017 en Colón, Argentina y finalizó el 17 de junio de 2017 en Santiago de Chile.

## Producción
La pantalla grande se describe como la protagonista del espectáculo desde el principio. Allí se proyectan diferentes tipos de imágenes y se lleva al público a un recorrido virtual por absolutamente todas las canciones. En los videos predominan los primeros planos de Espósito, en especial de su boca y ojos, pero también de su preparación para el show, graffitis, letras de canciones y hasta de sus fans emocionados hasta las lágrimas y saltando de alegría durante antiguos shows de la ídola teen.
La producción del espectáculo también incluye diferentes juegos de luces para crear diferentes atmósferas en cada acto, luces láser de todos los colores, proyecciones sobre el público, efectos especiales, confeti, una esfera luminosa flotante y una cabina de DJ, y diez disfraces diferentes.

## Sinopsis
El espectáculo comienza con un vídeo de presentación de la cantante. Inmediatamente, las pantallas se dividen con Espósito aterrizando en el escenario en una esfera luminosa mientras interpreta los primeros acordes del tema de apertura, «Soy». Luego continúa con los populares temas «Irresistible» y «Asesina». Es aquí donde no solo canta sino que también toca la guitarra y muestra su lado más rockero. Tras un interludio musical, y acompañada de su séquito, 8 músicos y 10 bailarines, el espectáculo continúa con «Boomerang" y «Tu revolución" y abandona el escenario. Espósito regresa al escenario para interpretar un popurrí de baladas de su anterior disco A bailar que incluye «Del otro lado», «Cielo salvador» y «Desamor». El baladista continúa mientras la cantante interpreta «Cree en mí», creando un ambiente íntimo dominado por luces rojas y amarillas, en el que Espósito despliega todo su glamour luciendo un vestido largo, con transparencias y brillos.
Los siguientes temas que se interpretarán son «Bomba», en la que predomina el twerking como estilo de baile, y «Mi religión», mientras Espósito desciende del techo al mando de una consola de DJ rodeada de luces, humo y efectos especiales, que se describe como «un momento 100% energético que hace que todos se pongan de pie en un ambiente de fiesta». Para acompañar la canción «Lejos de mí», Espósito reúne en un video a varias de sus amigas, incluidas las actrices Leticia Siciliani, María del Cerro, Marina Bellati y Justina Bustos. El calor se calma mientras Espósito interpreta «Reina», «Ego» y «Amor es presente», en esta última acompañado de un coro de góspel.
Hacia el final del espectáculo, Espósito vuelve a subir al escenario con un crop top de cuero rosa, falda y botas para interpretar «Único», «A bailar» y «Mil años luz». El último acto incluye las canciones «No estoy sola», «Histeria» y «Ring na na». Espósito finaliza el espectáculo agradeciendo al público mientras cae confeti del techo.

## Recepción comercial
El 1 de septiembre de 2016, una semana antes del comienzo de la gira, fue anunciado que las localidades de los primeros cuatro shows que se realizaron en el Teatro Ópera Allianz estaban completamente agotadas, convirtiéndola en la tercera gira de mayor recaudación de la semana en Buenos Aires. Otras fechas agotadas incluyeron los shows en La Plata, Santiago del Estero, Montevideo, Punta del Este y Viña del Mar.

## Apertura y artistas invitados
Actos de apertura
- Adrián Guaraglia (La Rioja, 16 de octubre de 2016)
- Future Ted (Córdoba, 22 de octubre de 2016)
- Gustavo Cejas (Canning, 11 de noviembre de 2016)
- Acho Laterza (Asunción, 12 de noviembre de 2016)
- Victoria Solé (Montevideo, 6 de diciembre de 2016)
- Valen Etchegoyen (Pinamar, 21 de enero de 2017)
- Sin Ensayo (Tigre, 4 de marzo de 2017)
- Noa Kirel (Tel Aviv, 13 de abril de 2017)
- Vesta Lugg (Santiago, 17 de junio de 2017)

Artistas invitados
- Abraham Mateo (Santiago, 1 de diciembre de 2016)
- Baby K  (Milán, 9 de abril de 2017)

## Repertorio
| Soy Tour |
| --- |
| La siguiente lista de canciones corresponde al concierto realizado el 25 de a octubre en 2016 en La Plata. No representa todos los espectáculos ofrecidos a lo largo de la gira. |

1. «Soy»
2. «Irresistible»
3. «Asesina»
4. «Del otro lado»
5. «Cree en mí»
6. «Boomerang»
7. «Tu revolución»
8. «Bomba»
9. «Mi religión»
10. «Lejos de mí»
11. «Reina»
12. «Ego»
13. «Amor es presente»
14. «Único»
15. «A bailar»
16. «Mil años luz»
17. «No estoy sola»
18. «Histeria»
19. «Ring na na»

Notas
- Durante los conciertos en Buenos Aires, Espósito interpretó un medley de «Del otro lado», «Desamor» y «Cielo salvador».
- Durante el concierto en Santiago, Chile, Espósito interpretó «Mueve» junto a Abraham Mateo.
- Durante el concierto de Caseros, Lali no canto las canciones : «Reina», «No estoy sola» y «Ring na na».
- Durante la etapa en Europa y Medio Oriente (no en España), Espósito interpretó el tema «Roma - Bangkok», siendo invitada la cantante Baby K para interpretar el tema en el concierto brindado en Milán.
- Durante el concierto en Tucumán, la cantante cantó el tema «Roma - Bangkok» a pedido del público.
- Durante el concierto en Santiago, Chile en el Teatro Teletón Lali interpretó una versión acústica de «Te siento».

## Fechas
| Fecha                    | Ciudad              | País       | Lugar                                 | Asistencia    |
| Sudamérica               | Sudamérica          | Sudamérica | Sudamérica                            | Sudamérica    |
| ------------------------ | ------------------- | ---------- | ------------------------------------- | ------------- |
| 8 de septiembre de 2016  | Buenos Aires        | Argentina  | Teatro Opera Allianz                  | 2 500 / 2 500 |
| 9 de septiembre de 2016  | Buenos Aires        | Argentina  | Teatro Opera Allianz                  | 2 500 / 2 500 |
| 10 de septiembre de 2016 | Buenos Aires        | Argentina  | Teatro Opera Allianz                  | 2 500 / 2 500 |
| 11 de septiembre de 2016 | Buenos Aires        | Argentina  | Teatro Opera Allianz                  | 2 500 / 2 500 |
| 1 de octubre de 2016     | Santa Fe            | Argentina  | Teatro ATE Casa España                |               |
| 6 de octubre de 2016     | Rosario             | Argentina  | Metropolitano                         |               |
| 7 de octubre de 2016     | Tandil              | Argentina  | Estadio Unión y Progreso              |               |
| 8 de octubre de 2016     | Mar del Plata       | Argentina  | Estadio Islas Malvinas                |               |
| 14 de octubre de 2016    | San Juan            | Argentina  | Estadio Aldo Cantoni                  |               |
| 15 de octubre de 2016    | Mendoza             | Argentina  | Estadio Arena Maipú                   | 1 400 / 5 000 |
| 16 de octubre de 2016    | La Rioja            | Argentina  | Superdomo                             |               |
| 21 de octubre de 2016    | Venado Tuerto       | Argentina  | Estadio Olimpia                       |               |
| 22 de octubre de 2016    | Córdoba             | Argentina  | Orfeo Superdomo                       | 4 000         |
| 25 de octubre de 2016    | La Plata            | Argentina  | Teatro Argentino                      | 2 000 / 2 000 |
| 28 de octubre de 2016    | Bahía Blanca        | Argentina  | Club Estudiantes                      |               |
| 29 de octubre de 2016    | Toay                | Argentina  | Complejo Horacio del Campo            |               |
| 4 de noviembre de 2016   | Santiago del Estero | Argentina  | Club Ciclista Olímpico                | 5 400 / 5 400 |
| 11 de noviembre de 2016  | Canning             | Argentina  | Las Toscas Shopping                   |               |
| 12 de noviembre de 2016  | Asunción            | Paraguay   | Centro de Convenciones de la Conmebol |               |
| 1 de diciembre de 2016   | Santiago            | Chile      | Teatro Caupolicán                     |               |
| 3 de diciembre de 2016   | San Nicolás         | Argentina  | Ternium Siderar                       |               |
| 6 de diciembre de 2016   | Montevideo          | Uruguay    | Teatro de Verano                      | 4 000 / 4 000 |
| 10 de enero de 2017      | Punta del Este      | Uruguay    | Conrad Resort & Casino                | 1 000 / 1 000 |
| 18 de enero de 2017      | Mar del Plata       | Argentina  | Paseo Hermitage                       | 120 000       |
| 21 de enero de 2017      | Pinamar             | Argentina  | Auditorio Playa                       | 30 000        |
| 23 de enero de 2017      | Buenos Aires        | Argentina  | La Trastienda Club                    | 700 / 700     |
| 5 de febrero de 2017     | Caseros             | Argentina  | Centro Deportivo                      |               |
| 25 de febrero de 2017    | Viña Del Mar        | Chile      | Anfiteatro de la Quinta Vergara       |               |
| 4 de marzo de 2017       | Tigre               | Argentina  | Estación de Trenes                    | 100 000       |
| 10 de marzo de 2017      | Dolores             | Argentina  | Paseo de la Guitarra                  |               |
| Europa                   |                     |            |                                       |               |
| 4 de abril de 2017       | Madrid              | España     | Teatro Nuevo Apolo                    |               |
| 6 de abril de 2017       | Barcelona           | España     | Sala BARTS                            |               |
| 9 de abril de 2017       | Milan               | Italia     | Magazzini Generali                    |               |
| 10 de abril de 2017      | Roma                | Italia     | Orion Club                            | 1 200 / 1 200 |
| Medio Oriente            |                     |            |                                       |               |
| 13 de abril de 2017      | Tel Aviv            | Israel     | Menora Mivtachim Arena                |               |
| América del Sur          |                     |            |                                       |               |
| 29 de abril de 2017      | Colón               | Argentina  | Plaza San Martin                      |               |
| 2 de mayo de 2017        | Puerto Madryn       | Argentina  | Arena Guillermo Brown                 |               |
| 4 de mayo de 2017        | Neuquén             | Argentina  | Casino Magic                          |               |
| 6 de mayo de 2017        | Coronel Pringles    | Argentina  | Plaza Pringles                        |               |
| 12 de mayo de 2017       | Tucumán             | Argentina  | Teatro Mercedes Sosa                  | 1 700 / 1 700 |
| 13 de mayo de 2017       | Salta               | Argentina  | Teatro Provincial                     |               |
| 19 de mayo de 2017       | Posadas             | Argentina  | Club Tokio                            |               |
| 20 de mayo de 2017       | Corrientes          | Argentina  | Arena Club Regatas                    |               |
| 28 de mayo de 2017       | Saladillo           | Argentina  | Plaza Pringles                        |               |
| 17 de junio de 2017      | Santiago            | Chile      | Teatro Teletón                        | 793 / 960     |

## Cancelados
| Fecha                   | Ciudad                              | País      | Lugar                           | Motivo |
| ----------------------- | ----------------------------------- | --------- | ------------------------------- | --- |
| 5 de noviembre de 2016  | San Fernando del Valle de Catamarca | Argentina | Predio Ferial                   | Desconocido. |
| 10 de diciembre de 2016 | Guayaquil                           | Ecuador   | Coliseo Voltaire Paladines Polo | Cancelado por problemas de agenda de Abraham Mateo artista con el cual iba a compartir el show.                                                                            |
| 12 de diciembre de 2016 | Buenos Aires                        | Argentina | Teatro Metropolitan             | Reprogramado para el 23 de enero de 2017 debido a una quemadura en el metatarsiano del cantante. Sin embargo, Espósito regaló un breve show acústico en la fecha original. |
| 1 de mayo de 2017       | Comodoro Rivadavia                  | Argentina | Teatro Maria Auxiliador         | Cancelado por condiciones climáticas del lugar |